# Azufral
Azufral, także Azufral de Túquerres  – wygasły stratowulkan w południowej Kolumbii. 

## Opis

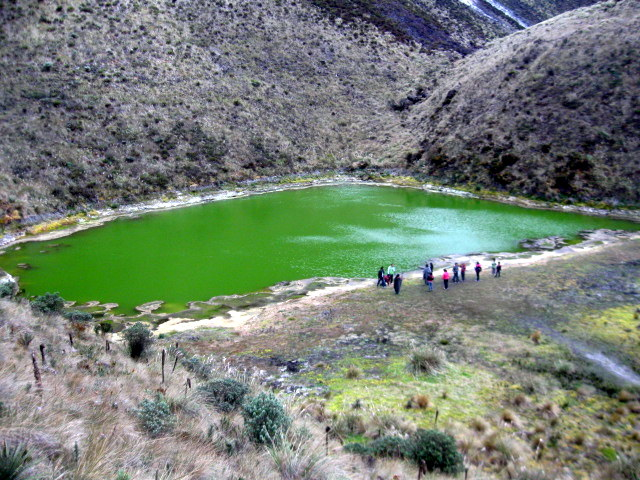
Laguna Verde

Wygasły stratowulkan (4070 m n.p.m. ) w południowej Kolumbii . Na szczycie znajduje się kaldera (2,5 × 3 km) z kopułami wulkanicznymi zbudowanymi ze skał ryodacytowych . Najmłodsza z kopuł powstała ok. 3600 lat temu i ma wiele aktywnych fumaroli . Północno-zachodnią część kaldery wypełnia jezioro Laguna Verde . Ostatnia znana erupcja miała miejsce ok. roku 930 p.n.e. 
Wulkan leży na terenie regionalnego parku przyrody Parque Natural Regional Volcán Azufral Chaitan założonego w 1990 roku.